# Yngve Liljeberg
Karl Yngve Liljeberg, född 23 juli 1909 i Mariefred, död 5 oktober 1978 i  Sankt Görans församling i Stockholm, var en svensk ishockeyspelare, lagledare och ishockeytränare.
Yngve Liljeberg startade sin idrottskarriär i Nacka SK i Elitserien 1930 till 1932, då han bytte klubb till IK Göta från 1932 till 1942. Han vann SM i ishockey 1940 med IK Göta. Han spelade i ishockeylandslaget i VM i ishockey 1935 och 1937, samt i de Olympiska vinterspelen 1936. Han blev Stor grabb i ishockey nummer 19.
Yngve Liljeberg blev efter sin aktiva karriär lagledare i Hammarby Hockey och senare tränare (1971 till 1973) i samma klubb.